# Marino Biondi
Marino Biondi (Cesena, 22 marzo 1948) è uno storico della letteratura, critico letterario e italianista italiano.

## Biografia
Dopo aver conseguito la laurea in Lettere presso l'Università di Firenze nel 1972, sotto la guida di Giorgio Luti, è stato dal 1975 al 1981 borsista del Consiglio Nazionale delle Ricerche. Dal 2001 è professore associato di Storia della critica e della storiografia letteraria, sempre presso l'Università di Firenze.
I suoi studi sono prevalentemente indirizzati all'area otto-novecentesca, fra storia della letteratura e storia della cultura, con particolare attenzione alla storiografia letteraria. Si è in modo speciale occupato di Renato Serra e della cultura cesenate, di Daniello Bartoli e Giacomo Leopardi, della letteratura del Risorgimento, della stagione delle riviste, della narrativa italiana del Novecento, di Italo Svevo, Alberto Moravia e Vasco Pratolini. Si è interessato di cinema, con una monografia su Federico Fellini, e ha inoltre scritto una biografia di taglio storico-antropologico su Gianni Agnelli. Ha preso parte a diverse edizioni dei Colloqui fiorentini; è stato tra i docenti di Fenysia, scuola fiorentina dei linguaggi della cultura.

## Opere

### Saggi e monografie
- La provincia e la sua ombra. Uomini e luoghi del Novecento letterario, Firenze, Vallecchi, 1984
- Il sogno e altro. Note di letteratura e psicoanalisi, Verona, Editrice Gutenberg, 1988
- Svevo e L'avanguardia storica e il futurismo, nel vol. Storia letteraria d'Italia. Nuova edizione di Armando Balduino, Il Novecento, a cura di G. Luti, t. I.: Dall'inizio del secolo al primo conflitto mondiale, Padova, Piccin Nuova Libraria, 1989
- Novecento. storie e stili del romanzo in Italia, Firenze, Festina Lente, 1991
- La tradizione della città. Cultura e storia a Cesena e in Romagna nell'Otto e Novecento, Cesena, Società di Studi Romagnoli, 1995
- L' arte dolorosa di Giacinto Ricci Signorini, Cesena, Società  Editrice "Il Ponte  Vecchio", 1996
- Scrittori e miti totalitari. Malaparte Pratolini Silone, Firenze, Edizioni Polistampa, 2002
- Il signore degli Agnelli. Don Giovanni alla Fiat, Pistoia, Libreria dell'Orso, 2006
- La tradizione della patria I, Letteratura e Risorgimento da Vittorio Alfieri a Ferdinando Martini, Roma, Edizioni di Storia e Letteratura, 2009
- La tradizione della patria II, Carduccianesimo e storia d'Italia, Roma, Edizioni di Storia e Letteratura, 2010
- Fellini: il sogno italiano. Cinquant'anni dalla «Dolce vita», con il testo teatrale Il viaggio di G. Mastorna, Cesena, Il Ponte Vecchio, 2010
- Cronache. Da Dante ai contemporanei, Firenze, Le Lettere, 2011
- Il discorso letterario sulla nazione. Letteratura e storia d'Italia, Soveria Mannelli, Rubbettino, 2012

### Curatele
- Augusto Hermet, La ventura delle riviste, a cura di M. Biondi, Firenze, Vallecchi, 1987
- Piero Jahier, Resultanze in merito alla vita e al carattere di Gino Bianchi con un allegato, a cura di M. Biondi, Firenze, Vallecchi, 1987
- Ardengo Soffici. Un bilancio critico, a cura di M. Biondi, Firenze, Festina Lente, 1990
- Aldo Palazzeschi, Due imperi… mancati, a cura di M. Biondi, Milano, Mondadori, 2000
- Renato Serra, Esame di coscienza di un letterato. Carte Rolland. Diario di Trincea, edizione critica a cura di M. Biondi e R. Greggi, Roma, Edizioni di Storia e Letteratura, 2015

## Riconoscimenti
- Premio selezione Rieti per la saggistica 1992
- Premio Rancilio 1995 dell'Accademia di Modigliana
- XXV Premio Guidarello 1996, Sezione Studi e ricerche
- Premio «Firenze/Europa. Fiorino d'oro» per la saggistica edita 2001
- Premio speciale Casentino 2007
- Premio Firenze per la saggistica 2009